# Spiranthes eatonii
Spiranthes eatonii là một loài thực vật có hoa trong họ Lan. Loài này được Ames ex P.M.Br. miêu tả khoa học đầu tiên năm 1999.